# 名古屋市立如意小学校
名古屋市立如意小学校（なごやしりつ にょいしょうがっこう）は、愛知県名古屋市北区如意三丁目にある公立小学校。

## 校章の意味
全体のりんかくは，限りない可能性を秘める「如意の宝珠」であり、児童の未来を象徴。
2本の線は、庄内川を中心に川とともに栄えてきた如意一帯を表し、豊穣な実りをイネの穂が表現。
また、楠小との関連からキクの花弁を配した。
全体として、足を大地にふんばり、両腕を思いきり伸ばしている元気な姿も象徴している。

## 歴史

### 沿革
- 1978年（昭和53年）4月1日 - 名古屋市立楠小学校より独立開校。
- 1983年（昭和58年）2月9日 - 校歌制定。
- 1989年（平成元年）11月26日 - FBC秋花壇、環境庁長官賞受賞。
- 1994年（平成6年）2月24日 - 東海三県学校図書館市長賞受賞。

### 児童数の変遷
『愛知県小中学校誌』（2018年）によると、児童数の変遷は以下の通りである。
| 1978年（昭和53年） | 589人 |  |
| 1987年（昭和62年） | 308人 |  |
| 1997年（平成9年）  | 378人 |  |
| 2007年（平成19年） | 343人 |  |
| 2017年（平成29年） | 241人 |  |

## 通学区域
所管する名古屋市教育委員会は、2018年（平成30年）9月1日現在、北区のうち、北久手町・桐畑町・如意三丁目・四丁目・六が池町の全域および如意五丁目の一部を通学区域として指定している。
また、卒業後の進学先は名古屋市立楠中学校となっている。

## アクセス
- 名古屋市営バス 　「如意小学校」バス停にて下車　徒歩約5分

### WEB
1. ↑  名古屋市教育委員会事務局総務部教育環境計画室計画係 (2018年9月1日). “名古屋市立小・中学校の通学区域一覧（北区）” (PDF).   名古屋市. 2018年11月15日閲覧。
2. ↑  名古屋市教育委員会事務局総務部教育環境計画室計画係 (2018年4月1日). “名古屋市立中学校区一覧（小→中）” (PDF).   名古屋市. 2018年11月14日閲覧。

### 書籍
1. ↑  六三制教育七十周年記念 愛知県小中学校誌 合同記念誌編集特別委員会 2018, p. 181.